# ديرديفل: يولد من جديد الموسم الأول
الموسم الأول من المسلسل التلفزيوني الأمريكي ديرديفيل: ولد من جديد مبني على مارفل كومكس ويضم شخصية ديردفيل . يعد ولد من جديد إحياءً واستمرارًا لمسلسل ديرديفيل (2015-2018) من إنتاج تلفزيون مارفل ونتفليكس ، حيث يرى المحامي الأعمى والحارس السابق مات مردوك وهو يكافح من أجل العدالة ويضعه في مسار تصادم مع زعيم المافيا السابق ويلسون فيسك الذي تم انتخابه عمدة لمدينة نيويورك . تدور أحداث الموسم في عالم مارفل السينمائي (MCU)، ويشارك في الاستمرارية مع الأفلام والمسلسلات التلفزيونية من الامتياز . تم إنتاجه بواسطة استوديوهات مارفل ، عبر علامتها التجارية تلفزيون مارفل ، مع داريو سكارداباني كمنتج عرض وجاستن بنسون وآرون مورهد كمخرجين رئيسيين.
يعيد تشارلي كوكس تمثيل دور مات مردوك / ديريديفيل من مسلسلات مارفل التلفزيونية على نتفليكس وإنتاجات استوديوهات مارفل السابقة، ويشارك في البطولة إلى جانب فينسينت دونوفريو (فيسك)، ومارغريتا ليفيفا ، وديبورا آن وول ، وإيلدن هينسون ، وويلسون بيثيل ، وزابرينا جيفارا ، ونيكي إم. جيمس ، وجينيا والتون ، وأرتي فروشان ، وكلارك جونسون ، ومايكل جاندولفيني ، وأيليت زورير ، وكامار دي لوس رييس ، وجون بيرنثال ، وموهان كابور ، وتوني دالتون . بدأ تطوير سلسلة ديرديفيل الجديدة بحلول مارس 2022، حيث منحها الكاتبان الرئيسيان مات كورمان وكريس أورد هيكلًا عرضيًا ونبرة أخف من السلسلة الأصلية. تم الإعلان عن مسلسل ولد من جديد في يوليو 2022 مع مخطط لموسم أول مكون من 18 حلقة. بدأ التصوير في مارس 2023 في نيويورك ، مع مايكل كويستا ، وجيفري ناخمانوف ، ودايفيد بويد لإخراج مجموعات من الحلقات. تم تعليق التصوير في يونيو بسبب إضراب نقابة الكتاب الأمريكية عام 2023 . قررت استوديوهات مارفل تجديد المسلسل بحلول أواخر سبتمبر وأطلقت سراح كورمان وأورد والمخرجين المتبقين. تم تعيين سكاردابان وبينسون ومورهد لإعادة صياغة المسلسل، وإضافة حلقة تجريبية جديدة وحلقتين إضافيتين. لقد أضافوا أيضًا مواد ربط جديدة للحلقات الأصلية وقاموا بتغيير المشاهد، مما أدى إلى تقديم عناصر متسلسلة ومزيد من الروابط لسلسلة نتفليكس. تم استئناف تصوير الموسم الأول المكون من تسع حلقات في يناير 2024 وانتهى في أبريل. عاد ناتشمانوف وبويد لمساعدة بينسون ومورهد في مزج المواد الجديدة والقديمة. احتفظ كويستا، وناخمانوف، وبويد بالفضل في الحلقات التي أخرجوها.
تم عرض الموسم الأول لأول مرة على ديزني+ في 4 مارس 2025، بحلقتين أوليين، واستمر لمدة تسع حلقات حتى 15 أبريل، كجزء من المرحلة الخامسة من MCU. وقد تلقى الفيلم مراجعات إيجابية بشكل عام من النقاد، الذين سلطوا الضوء على القصص التي تعتمد على الشخصيات والأداء - وخاصة أداء كوكس ودونوفريو - ولكن كانت لديهم أفكار مختلطة عند مقارنته بسلسلة ديرديفيل الأصلية. تم تأكيد الموسم الثاني في أغسطس 2024.

## الحلقات
| ر. الإجمالي | ر. في الموسم         | العنوان                   | المخرج                       | الكاتب        | تاريخ العرض الأصلي |
| --- | -------------------- | ------------------------- | ---------------------------- | ------------- | ------------------ |
| 1 | «نصف ساعة من الجنة»  | أرون مونهارد/جاستين بنسون | داريو سكاردابان              | 4 مارس 2025   |                    |
| يحتفل مات موردوك وصديقاه وشريكاه القانونيان، فوجي نيلسون وكارين بيج، بتقاعد زميلتهم في شرطة نيويورك، شيري. يتعرضون لهجوم من عدوهم اللدود، بنيامين "ديكس" بويندكستر، الذي يطلق النار على نيلسون ويقتله. يغضب موردوك، مرتديًا زيّ الحارس المقنع، ويلقي ديكس من على سطح منزل؛ فيرى شيري موردوك ويدرك أنه هو ديرديفل. بعد عام، يتقاعد موردوك من دوره كحارس، ويؤسس مكتب محاماة جديد مع المدعية العامة السابقة كيرستن ماكدوفي. تنتقل بيج إلى سان فرانسيسكو، ويُحكم على ديكس بالسجن المؤبد لجرائمه. يُرتب ماكدوفي لقاءً بين موردوك والمعالجة النفسية هيذر جلين، ويبدآن علاقة عاطفية. بعد أن أخذ فترة راحة للتعافي من هجوم أحد الحراس، يُعلن زعيم المافيا السابق ويلسون فيسك ترشحه لمنصب عمدة مدينة نيويورك، متبنيًا أجندة مناهضة للحراس. في اجتماع، وعد موردوك بإيقاف فيسك إذا تجاوز الحدود، بينما صرّح فيسك بأنه ستكون هناك عواقب إذا استأنف موردوك أنشطته في مجال الحراسة. بعد فوزه في الانتخابات، أخبر فيسك زوجته فانيسا أنه يعلم أنها كانت على علاقة غرامية مع رجل يُدعى آدم أثناء غيابه. |                      |                           |                              |               |                    |
| 2 | «بصريات»             | مايكل كويستا              | مات كورمان/كريس اورد         | 4 مارس 2025   |                    |
| يصادف هيكتور أيالا رجلين، باول وكيل شاناهان، يضربان نيكي توريس في محطة مترو. يحاول أيالا فض الشجار لكن توريس يهرب. عندما يتعثر شاناهان ويقتله قطار، يكشف باول أنهما ضابطا شرطة ويعتقل أيالا بتهمة القتل. يعتمد موردوك، بحواسه الخارقة، على قصة أيالا ويقرر تمثيله. يعلم شيري، الذي يعمل الآن محقق لدى موردوك، أن أيالا هو النمر الأبيض الحارس. يقنع موردوك القاضي في قضية أيالا بحجب هذه المعلومات، معتقدًا أنها ستؤثر سلبًا على هيئة المحلفين. لتحسين صورته خلال أيامه الأولى كرئيس بلدية، يلتقي فيسك بالصحفية الشابة بي بي أوريتش التي تكشف أن مفوض شرطة نيويورك الشهير جالو على وشك الاستقالة احتجاجًا على تولي فيسك منصب عمدة المدينة. يهدد فيسك بفضح خيانة جالو لمنعه من الاستقالة. يبدأ فيسك وفانيسا في حضور جلسات علاج الأزواج مع جلين. يتعقب موردوك توريس ويساعده على الهرب من باول وضابط شرطة فاسد آخر. يحمل الضابطان الفاسدان وشم جمجمة، رمزًا للحارس القاتل فرانك كاسل/المعاقب. |                      |                           |                              |               |                    |
| 3 | «تجويف يده»          | مايكل كويستا              | جيل بلانكنشيب                | 11 مارس 2025  |                    |
| يتجنب فيسك وفانيسا أنشطتهما الإجرامية السابقة أثناء تولي فيسك منصب عمدة المدينة. يبدأ زعيما عصابات مدينة نيويورك، لوكا وفيكتور، في القتال فيما بينهما. يعتقد فيسك أنه يجب عليهما السماح للعصابات بقتل بعضها البعض للمساعدة في بناء سلام دائم، لكن فانيسا تشعر بالإحباط من تراجع عملها. ترسل باك كاشمان، الذراع الأيمن لفيسك، ليأمر لوكا بدفع تعويض قدره 1.8 مليون دولار إلى فيكتور. يستدعي شيري توريس للإدلاء بشهادته في محاكمة أيالا، لكن توريس يتعرض للترهيب من قبل الشرطة ويقول إنه لم يتعرض للاعتداء أبدًا. مع عدم وجود خيارات أخرى، يكشف مردوك عن هوية أيالا باعتباره النمر الأبيض في المحكمة. ينتقده القاضي والمدعي العام بنيامين هوشبيرج بسبب نفاقه. مع روايات الشهود الجديدة وسجلات الشرطة التي تفصل أعمال أيالا البطولية باعتباره النمر الأبيض، ينجح مردوك وماكدوفي في إقناع هيئة المحلفين ببراءة أيالا. في مقابلة مع BB، استنكر فيسك نتائج المحاكمة وتعهد بالتمسك بموقفه المناهض للحراسة الذاتية. ورغم تحذير مردوك لأيالا بالتوقف عن كونه النمر الأبيض، خرج أيالا في دورية وقتله رجل يرتدي رمز المعاقب. |                      |                           |                              |               |                    |
| 4 | «هكذا هو النظام»     | جيفري ناشمانوف            | دافيد فيج/جيس ويجوتو         | 18 مارس 2025  |                    |
| يواجه مردوك ابنة أخت أيالا، أنجيلا ديل تورو، التي تعتقد أن الشرطة مسؤولة عن وفاة أيالا. يواسيها مردوك بأمل أن يُقدم القاتل للعدالة. في جلسة استشارات زوجية، يناقش فيسك وفانيسا علاقتها مع آدم، وتسأل جلين فانيسا سرًا إن كانت تشعر بالأمان مع فيسك. تواجه خطة فيسك لإعادة بناء موانئ المدينة عدة عقبات، بما في ذلك الإجراءات البيروقراطية، والصراعات بين العصابات، وتسريب تلميذه دانيال بليك وهو ثمل تفاصيل إلى بي بي التي أفادت بأن فيسك مُفسد للنقابات. على الرغم من غضبه، يقرر فيسك عدم طرد بليك عندما يُعرب الأخير عن ولائه العميق. يحقق مردوك في موقع مقتل أيالا ويجد غلاف رصاصة عليه رمز المُعاقب. يتعقب كاسل ويقترح عليه أن يتحمل مسؤولية أولئك الذين يُسيئون استخدام رمز المُعاقب. كاسل ينتقد موردوك لعدم قتله ديكس انتقامًا لموت نيلسون. في وقت لاحق من تلك الليلة، يتدرب موردوك ، ويتناول فيسك العشاء بجانب آدم المسجون، ويسحب القاتل المتسلسل المقنع ذا ميوز دم أحد الضحايا. |                      |                           |                              |               |                    |
| 5 | «مع الاهتمام»        | جيفري ناشمانوف            | جرين جودفري                  | 25 مارس 2025  |                    |
| في يوم القديس باتريك، ذهب مردوك إلى بنك نيويورك ميوتشوال لمناقشة قرض لشركته القانونية. رفض مساعد مدير البنك يوسف خان طلبه بسبب ميل الشركة إلى قبول العملاء غير القادرين على الدفع. بعد مغادرة مردوك، دخلت مجموعة من المجرمين بقيادة ديفلين البنك واحتجزت الجميع رهائن. إنهم يعملون لدى لوكا ويحاولون سرقة 1.8 مليون دولار يحتاج إلى دفعها إلى فيكتور. سمعهم مردوك وعاد إلى البنك. عندما وصلت الشرطة، تحدث ديفلين مع مفاوضة الرهائن المحققة أنجي كيم. تخلص مردوك من اثنين من اللصوص بينما يماطل خان في خزنة البنك لكسب الوقت. فتح مردوك الخزنة ووجدوا ماسة نادرة يستهدفها اللصوص. تظاهر مردوك بإعطاء الماسة إلى ديفلين بينما دخلت الشرطة البنك. أعطى ديفلين الطرد لشريكة من بين الرهائن، التي أدركت لاحقًا أنها لا تملك الماسة. تنكر ديفلين بزي ضابط شرطة وغادر، لكن مردوك أمسك به وأصابه. لاحقًا، أعاد مردوك الماسة سرًا وقبل عرضًا لتناول العشاء مع عائلة خان. |                      |                           |                              |               |                    |
| 6 | «القوة المفرطة»      | دايفيد بويد               | توماس وونغ                   | 25 مارس 2025  |                    |
| بعد فشل عملية السرقة، زار لوكا فيسك ورفض دفع مبلغ 1.8 مليون دولار لفيكتور. رفع فيسك المبلغ إلى 2.8 مليون دولار ومنح لوكا أسبوعًا للدفع. ثم علم من إدارة الصرف الصحي بالمدينة أن ذا ميوز يستخدم دماء بشرية في فن الشارع الخاص به. ترك ذا ميوز لاحقًا جثتي ضحيتين بجوار جدارية جديدة كتأكيد علني على أفعاله. علم فيسك بهذا خلال حملة لجمع التبرعات مع نخب المدينة، بمن فيهم رجل المجتمع جاك دوكين، الذين يعارضون خططه لإعادة بناء الميناء. للتعامل مع ذا ميوز، أنشأ فيسك فرقة عمل لمكافحة الحراس (AVTF) بصلاحيات إضافية وجند ضباط شرطة سيئي السمعة مثل باول والمحقق السابق كول نورث. تعتقد أنجيلا أن أيالا كان يحقق مع ذا ميوز قبل وفاته وتطلب من مردوك مواصلة عمله. عندما رفض مردوك، ذهبت بنفسها واختطفها ذا ميوز. عندما نبهت مردوك إلى اختفائها، قرر أخيرًا ارتداء زي ديرديفيل. يجد وكر ميوز وينقذ أنجيلا، لكن ميوز يهرب. في هذه الأثناء، يُعطي فيسك آدم فأسًا ويتحداه في قتال، يهزمه فيه ويجره إلى زنزانته. |                      |                           |                              |               |                    |
| 7 | «"الفن من أجل الفن"» | دايفيد بويد               | جيل بلانكنشيب                | 1 أبريل 2025  |                    |
| أنجيلا التي تتعافى تخبر الشرطة أن ديرديفيل أنقذها وترشدهم إلى وكر ميوز. كيم تبلغ فيسك، الذي يغضب من عودة ديرديفيل، أن المشتبه به الرئيسي لميوز هو شاب مضطرب نفسيا يُدعى باستيان كوبر. يطلب لوكا من فانيسا العودة إلى أنشطتها الإجرامية خلف ظهر فيسك. في جلسة مع جلين، يشكرها باستيان لمساعدته على قبول هويته الحقيقية. تدرك أنه ميوز ويفقدها باستيان وعيها. يجد مردوك وفرقة فيسك بشكل منفصل لوحات جلين في وكر ميوز ويذهبان لإنقاذها. بصفته ديرديفيل، يصل مردوك إلى مكتب جلين أولاً وينقذها. بينما تستعد الفرقة للدخول، تطلق جلين النار على ميوز وتقتله قبل أن يغمى عليها. يثبتها مردوك قبل وصول الفرصة. ينسب فيسك الفضل في إيقاف ميوز إلى فرقته ويعلن علنًا أنهم أبطال ثم يهدد بليك بيبي بحذف أي ذكر لشهود عيان رؤوا تورط ديرديفيل في الحادثة من مدونتها. غلين، التي تعافت، تخبر موردوك أنها سمعت ديرديفيل ينادي اسمها. بعدها فانيسا ترسل لوكا لقتل فيسك، لكن هذا فخ، ويقوم كاشمان بدل ذلك بقتله. |                      |                           |                              |               |                    |
| 8 | «جزيرة الفرح»        | جاستن بنسون/آرون مورهد    | جيسي ويغوتو/داريو سكاردابان  | 8 أبريل 2025  |                    |
| نُقل ديكس من الحبس الانفرادي إلى السجن العمومي بأوامر من فيسك. يكشف فيسك أيضًا لفانيسا عن حبسه لآدم ويشاهدها وهي تقتله؛ ويرقي بليك إلى منصب نائب عمدة الوسائل الإعلامية ؛ ويدعو غلين إلى حفل جمع التبرعات "الأبيض والأسود" الخاص به. يدرك مردوك أن فيسك مريض غلين، مما يزيد من توتر علاقتهما لأنه يعارض آراءها المناهضة للحراس (الحماة مثل درديفيل). في حانة جوزي، يعلم مردوك أن نيلسون كان يحتفل بفوز قضائي وشيك ليلة وفاته. معتقدًا أن فيسك استأجر ديكس لإسكات نيلسون، يستجوب مردوك ديكس ويضرب رأسه على الطاولة. يقتل ديكس لاحقًا طبيبه وحارسًا قبل أن يهرب من السجن. في الحفل، يبتز فيسك دوكين - وهو السياف المحارب الماهر - وشخصيات اجتماعية أخرى لدعم مشروعه في الميناء. بي بي، التي تعلم بتورط فيسك في مقتل عمها بن يوريتش، تطلب من غالو المساعدة في القبض على فيسك وفرقته الخاصة. يستنتج مردوك أن فانيسا استأجرت ديكس لقتل نيلسون ويواجهها. وبينما يبدأ فيسك بإخبار غلين أن مردوك هو ديرديفيل، يصل ديكس ويطلق النار على فيسك. يقفز مردوك أمام الرصاصة ويُصاب بجروح بالغة. |                      |                           |                              |               |                    |
| 9 | «مباشرة إلى الجحيم»  | جاستن بنسون/آرون مورهد    | هيذر بيلسون/داريو سكارداباني | 15 أبريل 2025 |                    |
| قبل عام، زارت فانيسا ديكس في مستشفى للأمراض العقلية وطلبت منه قتل نيلسون - الذي يعمل على قضية يمكن أن تكشف عن أنشطتها في ريد هوك - مقابل حريته. في الوقت الحاضر، هرب ديكس من الحفلة ودخل مردوك المستشفى. كشف فيسك لفانيسا أنه يعرف أنها دبرت وفاة نيلسون. قطع فيسك الكهرباء عن مدينة نيويورك وأمر كاشمان بقتل مردوك في المستشفى، لكن مردوك هرب إلى شقته، حيث وجد كاسل، الذي طلبت منه بيج حماية مردوك بعد علمها بهروب ديكس. قام مردوك وكاسل على التوالي بمواجهة وقتل جميع ضباط الفرقة الخاصة باستثناء نورث، الذي تم الكشف عنه على أنه قاتل أيالا. ثم اجتمع الثنائي مع بيج. أحدثت الفرقة الخاصة حالة من الفوضى في المدينة. أعاد مردوك وبيج الاتصال بينهما أثناء تعقبهما لقضية نيلسون، واكتشفا أن عائلة فيسك تحاول إنشاء مدينة اجرامية في ريد هوك. يقاتل كاسل الفرقة الخاصة في ريد هوك لكنه يُهزم؛ يحاول باول إقناعه بالانضمام إليهم، لكن كاسل يرفضه. تكشف مديرة حملة فيسك شيلا ريفيرا عن محاولة جالو لفضح اعمال فيسك، مما دفعه إلى قتل جالو بوحشية. يعرض فيسك على جلين منصب مفوضة الصحة النفسية، والذي تقبله. في خطاب، يعلن فيسك الأحكام العرفية ويحظر أعمال الحراس. يجمع مردوك شيري وكيم وضباط شرطة آخرين لإنقاذ المدينة. يسجن فيسك الحراس في ريد هوك، بمن فيهم دوكين وكاسل. في مشهد منتصف الاعتمادات، يخدع كاسل حارس السجن ويبدأ في التحرر. |                      |                           |                              |               |                    |

## الممثلين والشخصيات

### الرئيسية
- تشارلي كوكس بدور مات موردوك / ديرديفيل:
محامي أعمى ذو حواس خارقة من هيلز كيتشن ،نيويورك، الذي يعيش حياة مزدوجة كحارس مقنع.[2] في بداية الموسم، يركز مردوك على كونه محامياً بسبب الأضرار الجانبية التي تأتي مع كونه حارساً أهلياً والمخاوف بشأن مدى فعالية هذا النهج.[3]:26 يظهر إيلي دي جوس كضيف شرف في دور مردوك الشاب.
- فينسنت دونوفريو بدور ويلسون فيسك / كينغ بين:
رجل أعمال قوي وزعيم جريمة،[2] الذي يصبح عمدة مدينة نيويورك.[4][5] دونوفريو قال إن نبرة شخصيته في مسلسل ديزني+ إكو (2024) سيستمر في مسلسل "ولد من جديد"، والذي يعتقد أنه الطريقة الأفضل لتصوير الشخصية.[6] ويشهد الموسم قيام فيسك بتجميع القوة و"إظهار ظلامه" من أجل "التلاعب بمدينة، ثم في النهاية الدولة، ثم في النهاية العالم".[3][7]:28
- مارغريتا ليفيفا بدور هيذر غلين:
معالجة نفسية وحبيبة موردوك.[8][9]:3 هي وموردوك لديهما وجهات نظر مختلفة بشأن الحراسة الذاتية والتي قال كوكس إنها "تؤدي إلى بعض المحادثات المؤثرة" بين الزوجين.[3]:26
- ديبوره آن وول بدور كارين بيج:
مراسلة سابقة وصديقة وشريك لموردوك في شركة نيلسون وموردوك وبيج للمحاماة.[10] لأنه قد مرت سنوات منذ آخر مرة لعبت فيها هذه الشخصية في ديرديفيل (2015–2018), كانت وول قلقة من أن يبدو أداؤها وكأنه صورة عن نفسها. ومع ذلك، وجدت عودتها طبيعية نظرًا لعلاقتها الوثيقة بكوكس وإيلدين هنسون.[7]
- إيلدين هنسون بدور فرانكلين "فوغي" نيلسون:أفضل صديق لموردوك وشريك المحاماة.[10] وصف كوكس نيلسون بأنه "نبض" عالم مارفل السينمائي (MCU).[5]
- ويلسون بيثيل بدور بنيامين "ديكس" بويندكستر / بولز أي:
قاتل سيكوباتي وعميل سابق في مكتب التحقيقات الفيدرالي وهو قناص ماهر قادر على استخدام أي شيء تقريبًا كمقذوف فتاك. لقد تنكر سابقًا في هيئة ديريديفيل لفيسك، قبل أن يكسر فيسك ظهره.[11][12]
- زابرينا جيوفارا بدور شيلا ريفيرا: مديرة حملة فيسك الانتخابية لمنصب عمدة المدينة[13]
- نيكي م. جيمس بدوى كيرستن ماكدوفي: مساعد المدعي العام السابق في نيويورك، والشريك القانوني الجديد لموردوك في شركة المحاماة موردوك وماكدوفي[5][14][15]
- جنية والتون بدور بي بي يوريتش:صحفية في تقرير بي بي وابنة أخت بن يوريتش، الذي قُتل على يد فيسك في مسلسل ديريفيل[4]
- أرتي فروشان بدور باك كاشمان: اليد اليمنى لفيسك والمصلح[13][15]
- كلارك جونسون بدور تشيري:
ضابط متقاعد منقسم شرطة مدينة نيويورك يعمل مع موردوك كمحقق له.[14] قام جونسون بتقليد شخصية شيري على غرار شخصية روي شايدر بادي "كلودي" روسو في فيلم الرابط الفرنسي (1971).[9]:5
- مايكل غاندولفيني بدور دانيال بليك: تلميذ فيسك وعضو حملته الانتخابية لمنصب عمدة المدينة[3]:30[13]
- آيليت زورر بدور فانيسا فيسك:
زوجة ويلسون، التي تولت إدارة إمبراطوريته الإجرامية أثناء غيابه.[14][16] تكافح فانيسا مع فقدان السيطرة على ما نجحت فيه، وتتوق إلى النسخة "الأسوأ" من ويلسون بدلاً من النسخة التي تحاول فعل الخير كرئيس بلدية. وصف المخرج جيفري ناخمانوف علاقتهما بأنها قصة حب "معقدة".[9]:5[17]:11:54–12:06 ساندرين هولت تم اختيارها في الأصل لدور فانيسا في المسلسل قبل عودة زورير، التي جسدت الشخصية في مسلسل ديرديفيل، بعد الإصلاح الإبداعي لمسلسل "ولد من جديد".[18][19]
- كامار دي لوس رياس بدور هيكتور أيالا / النمر الأبيض:
حارس يقظ تأتي قواه المعززة من تميمة غامضة.[20][21] قال المنتج التنفيذي سناءات أمان إن أيالا أصبحت انعكاسًا لرحلة موردوك الخاصة في الموسم.[21]
- جون بيرنثال بدور فرانك كاسل / المعاقب:
رجل أمن يهدف إلى محاربة عالم الجريمة بأي وسيلة ضرورية، بغض النظر عن مدى خطورة النتائج،[22][23] في أعقاب جريمة القتل الوحشية التي أودت بحياة عائلته.[9]:5 يطلب موردوك من كاسل أن يساعده في شيء لا يرغب في القيام به،[7] ويصبح كاسل "الشيطان على كتف [موردوك]" ويدفعه إلى أن يصبح ديرديفيل مرة أخرى. قال بيرنثال إن الموسم كان بمثابة "انخفاض في مستوى الصوت"، حيث تم إعادة تقديم كاسل بعد ديرديفيل ومسلسله المعاقب (2017–2019)، لمعرفة ما إذا كان المبدعون قادرين على "السماح لفرانك بأن يكون كما هو". أراد أن تكون الشخصية مظلمة ومعقدة نفسياً وتشكل تحدياً للجمهور، وشعر أن الموسم "فتح الباب للاقتراب من قلعة فرانك التي أريدها حقاً". أشاد بيرنثال بالمدير التنفيذي للمسلسل داريو سكارداباني، الذي كان كاتبًا في مسلسل "المعاقب"؛ وفريق الأعمال المثيرة في المسلسل؛ ونيك كومالاتسوس، العضو السابق في فرقة "غزاة البحرية"، الذي ساعد بيرنثال في الاستعداد للدور.[24] أثناء التدريب للموسم في ميدان الرماية، التقى بيرنثال بـ توماس جين، الذي لعب الشخصية سابقًا في فيلم ليونزغيت المعاقب (2004). وناقش الاثنان الشخصية، التي أعجبت بها بيرنثال.[25]
- موهان كابور بدور يوسف خان: مواطن باكستاني أمريكي من جيرسي سيتي يعمل كمساعد مدير بنك في نيويورك ميوتشوال وهو والد البطلة الخارقة كامالا خان / مس مارفل[26][27]
- توني دالتون بدور جاك دوكين / السياف: سيد مجتمع ثري يعمل كحارس مسلح بالسيف[28][29]

### متكرر
- باتريك مورني بدور لوكا: مجرم وزعيم إحدى العائلات الخمس[30]
- رويبو تشيان بدوى أنجي كيم: محقق من شرطة نيويورك.[31] لعبت تشيان دور مي سابقًا في الموسم الأول من مسلسلات مارفل التليفزيونية على نتفليكس جيسيكا جونز (2015).
- هاميش ألان هيدلي في دور باول: ضابط فاسد في شرطة نيويورك وعضو في فرقة عمل مكافحة الحراس (AVTF) التابعة لفيسك.[32]
- هانتر دوهان بدور باستيان كوبر / ميوز: قاتل متسلسل مقنع يصنع الفن بدماء ضحاياه وهو مريض جلين الذي يعشقه[33]
- مايكل غاستون بدور غالو: مفوض شرطة نيويورك.[34] لعب غاستون سابقًا دور جيرالد شارب في الموسم السابع من سلسلة تلفزيون مارفل عملاء شيلد (2020).
- أشلي ماري أورتيز بدور سوليداد أيالا: زوجة هيكتور[35]
- كاميلا رودريغيز بدور أنجيلا ديل تورو: ابنة أخت هيكتور أيالا[36]
- جيريمي إيزايا إيرل بدور كول نورث: رقيب شرطة نيويورك من شيكاغو وعضو في فرقة عمل مكافحة الحراس[32]

### ضيف
- سيليان أوسوليفان بدور ديفلين: مجرم وراء عملية اختطاف ثم سرقة بنك[37]
- جينو أنتوني بييسي بدور فيكتور: مجرم وزعيم إحدى العائلات الخمس[30]
- فيكتور فيرهاجي بدور كارلو: مجرم وزعيم إحدى العائلات الخمس
- سوزان فارون بدور جوزي: صاحبة بار جوزي، تعيد تمثيل دورها من مسلسل مارفل على نتفليكس[4]
- جون بنجامين هيكي بدور بنيامين هوتشبيرغ: المدعي العام لمقاطعة نيويورك.[34] لعب هيكي سابقًا دور بيتر ليون في الموسم الثالث من مسلسل جيسيكا جونز.
- أندرو بولك بدور فيتزجيرالد "جيري" كوبر: قاضي في مدينة نيويورك.[38] لعب بولك سابقًا دور مورتي بينيت في الموسم الأول من مسلسل المعاقب (2017).
- نيك جوردان بدور نيكي توريس: مخبر تعرض للإبتزاز من قبل ضباط شرطة نيويورك الفاسدين[39]
- جوني إم. وو بدور فورست تام: شريك لمردوك وتشيري[40]
- جيفرسون كوكس بدور كيل شانهان: ضابط شرطة فاسد في شرطة نيويورك قُتل عن طريق الخطأ أثناء قتال أيالا[39]
- إليزابيث أ. ديفيس بدور صوفيا أوزولا: مدعية عامة في مدينة نيويورك[36]
- تشارلي هدسون الثالث بدور ليروي برادفورد: رجل بلا مأوى يرتكب جريمة بسيطة ويمثله موردوك[36]
- لو تايلور بوتشي بدور آدم: فنان كان على علاقة غرامية مع فانيسا وأسره فيسك[36]
- آني هاج بدور سيلين: شريكة في لصوص البنوك في بنك نيويورك ميوتشوال
- جيمي بالومبو بدور جوني سانتيني: عامل في إدارة الصرف الصحي في مدينة نيويورك
- دانيال جيرول بدور آرثر سليدج: رجل مجتمع وزوج أرتميس
- كاثرين لاناسا بدور أرتميس سليدج: سيدة مجتمع وزوجة آرثر[41]

بالإضافة إلى ذلك، يظهر مذيع الأخبار بات كيرنان بنفسه بعد القيام بذلك في العديد من وسائط عالم مارفل السينمائي الأخرى.

## الإنتاج

### التطوير
تم الإبلاغ عن إعادة بدء المسلسل التلفزيوني ديرديفيل (2015-2018) من مارفل على نتفليكس بأنه قيد التطوير مع استوديوهات مارفل في مارس 2022.   تم تأكيد أن المسلسل قيد التطوير لـ ديزني+ في أواخر شهر مايو، مع انضمام مات كورمان وكريس أورد ككتاب رئيسيين ومنتجين تنفيذيين.  في مؤتمر سان دييغو كوميك كون في يوليو من ذلك العام، تم الإعلان عن المسلسل باسم ديرديفيل: ولد من جديد وتم الكشف عن أنه يحتوي على 18 حلقة لموسمه الأول.  تم تعيين المخرجين لكتل الحلقات: انضم مايكل كويستا في مارس 2023 لإخراج الحلقتين الأوليين؛   :17–18انضم جيفري ناخمانوف في مايو لإخراج الحلقات الثالثة والرابعة؛   :2:14–2:24أخرج دايفيد بويد الحلقات الخامسة والسادسة؛  :17–18وانضم أيضًا كلارك جونسون ، مخرج مسلسل لوك كيج (2016-2018) على مارفل نتفليكس، في مايو لإخراج حلقتين أخريين.  
بحلول أواخر سبتمبر 2023، بعد تصوير ست حلقات،   قررت استوديوهات مارفل تجديد المسلسل باتجاه إبداعي جديد. تم الاستغناء عن كورمان وأورد ككاتبين رئيسيين، كما تم الاستغناء عن المخرجين لبقية الموسم. خططت شركة مارفل للاحتفاظ ببعض العناصر التي تم تصويرها، وإضافة عناصر سلسلة جديدة والاقتراب من نغمة سلسلة نتفليكس.   قرر الفريق الإبداعي أيضًا ربط المسلسل الجديد بالمسلسل الأصلي بشكل أكثر مباشرة مما كان مخططًا له مسبقًا. قال نجم المسلسل تشارلي كوكس إنه من المحير أن المسلسل لا يعتبر استمرارًا مباشرًا لمسلسل نتفليكس أو إعادة إنتاج كاملة. قال براد ويندرباوم ، رئيس قسم البث التلفزيوني والرسوم المتحركة في استوديوهات مارفل، إن الاستوديو يعتقد أنه يمكنهم "اللعب بحرية" مع تاريخ ديرديفيل، ولكن عندما راجعوا ما تم تصويره حتى الآن، أدركوا أنه سيتعين عليهم إما تبني سلسلة نتفليكس بالكامل أو البدء من جديد.  تم تعيين داريو سكارداباني ، كاتب في مسلسل المعاقب (2017-2019) المشتق من ديرديفيل على نتفليكس، كمنتج عرض لمسلسل ولد من جديد في أكتوبر 2023.  تم تعيين الثنائي السينمائي جاستن بنسون وآرون مورهد ، اللذين عملا سابقًا في مسلسل استوديوهات مارفل مون نايت (2022) والموسم الثاني من لوكي (2023)، لإخراج الحلقات المتبقية. 
تم كتابة ثلاث حلقات جديدة، بما في ذلك حلقة تجريبية جديدة، بالإضافة إلى مشاهد إضافية للحلقات التي تم تصويرها سابقًا.   أكد كوكس في مايو 2024 أنه تم تصوير تسع حلقات. صرح رئيس استوديوهات مارفل كيفن فيج في أغسطس أن هذه كانت المواسم الأولى من ولد من جديد وتم التخطيط لموسم ثانٍ ؛   مع الإصلاح الإبداعي، تم تقسيم الموسم المخطط له المكون من 18 حلقة إلى موسمين،   مع احتواء الموسم الثاني في النهاية على ثماني حلقات.  وفي أغسطس أيضًا، تم تأكيد اختيار كويستا وناخمانوف وبويد كمخرجين للمسلسل. قال مورهد إنهم أرادوا "إعطاء هؤلاء المخرجين الفضل حيث يستحقونه" على الرغم من إشرافه وبينسون على التحرير النهائي للحلقات التي تم تصويرها قبل التعديل الشامل. عاد ناتشمانوف وبويد لتصوير لقطات جديدة للحلقات الموجودة وساعدوا في مزج أسلوب الحلقات الأصلية مع المادة الجديدة لبنسون ومورهد.:4:44–4:54, 14:50–15:03 وشمل المنتجون التنفيذيون للموسم فيج من استوديوهات مارفل،لويس دي إسبوزيتو, ويندرباوم, سناء أمانات وكريس غاري, إلى جانب سكاردابان، وكورمان، وأورد، وبينسون، ومورهد. تم إصدار المسلسل تحت علامة " تلفزيون مارفل " التابعة لشركة استوديوهات مارفل.

### الكتابة
ومن بين الكتاب الأصليين للسلسلة: كورمان، وأورد،  وغرين غودفري ، وجيل بلانكنشيب،  وعائشة بورتر كريستي، وديفيد فيج ، وديفون كليجر، وتوماس وونغ، وزاكاري رايتر،  ومولي نوسباوم.  ديفيد فيج، وونغ، ورايتر هم جميعًا محامون سابقون عملوا سابقًا في مسلسلات تلفزيونية أخرى تعتمد على المحامين.  تم وصف النظرة الأولية للمسلسل على أنه إجراء قانوني مظلم ولكنه ليس دمويًا مثل سلسلة نتفليكس،   وأكثر عرضيًا من مسلسلات استوديوهات مارفل الأخرى ذات الحلقات "المستقلة".  وفقًا لكوكس، كانت المناقشات المبكرة للمسلسل تدور حول "إعادة اختراع الشيء بأكمله" وتصوير مات موردوك / ديريديفيل كشخص مختلف عن الشخص الذي ظهر في مسلسل نتفليكس.  لم يتم الاعتراف بأصدقاء مردوك فرانكلين "فوغي" نيلسون وكارين بيج إلى حد كبير في هذه النسخة من المسلسل،  مع وجود خطط لقتل نيلسون خارج الشاشة قبل أحداث المسلسل.  قال أمانات إن الفريق الإبداعي كان يكافح من أجل دمج الشخصيات في القصة، لكن كوكس قال إن هناك مناقشات للقيام ببعض "الأشياء الرائعة" معهم في المستقبل.
بعد الإصلاح الإبداعي، تم تحديد العناصر التسلسلية المراد إضافتها. انضم إلى سكارداباني الكاتبان هيذر بيلسون وجيسي ويغوتو،  وتم كتابة ثلاث حلقات جديدة: الحلقة التجريبية والحلقتين الأخيرتين من الموسم الأول. حصل كورمان، وأورد، وبلانكنشيب، وديفيد فيج، وغودفري، ووونغ على الاعتمادات في الحلقات الست الأخرى،  والتي تم الحفاظ عليها سليمة إلى حد كبير.  وقال ويندرباوم إن جمهور الاختبار استجاب بشكل جيد لتلك الحلقات ويعتقد أن هذا كان بسبب تقدير المعجبين للشخصيات. واتفق سكاردابان على أن العديد من العناصر في النسخة الأصلية كانت جيدة - بما في ذلك علاقات مردوك، وموازنة وقته كمحامٍ ومحامٍ وضغوط خصم مثل كينج بين - لكنه شعر أن هناك قصصًا تحتاج إلى إضافتها جنبًا إلى جنب مع السياق من سلسلة نتفليكس.  تعتبر الحلقة التجريبية لـ سكارداباني بمثابة جسر بين سلسلة نتفليكس و ولد من جديد. شعر المنتج التنفيذي أن نهاية مسلسل نتفليكس - الذي يرى موردوك ونيلسون وبيج يخططون للدخول في العمل معًا مرة أخرى - كانت نقطة بداية جيدة لـ ولد من جديد ولم تكن بحاجة إلى الكثير من التوضيح للمشاهدين الذين لم يشاهدوا المسلسل الأصلي.  ورأى أنه من المهم تضمين نيلسون وبيج لأنهما يشكلان "بنية عائلة" موردوك. كما يقدم نيلسون أيضًا راحة كوميدية ، في حين أن بيج هي "قلب وروح" السلسلة. :30 وأوضح كوكس أن بضع سنوات مرت منذ نهاية مسلسل ديرديفيل، حيث كان الشخصيات الثلاثة يديرون شركتهم القانونية ويتمتعون بإيقاع جيد جدًا معًا.. وأضاف فريق العمل أن أحداث مسلسل نتفليكس كانت جزءًا من تاريخ شخصياتهم وهناك بعض القصص الجديدة التي تعتمد على أحداث المسلسل الأصلي، لكنهم لم يرغبوا في التطرق كثيرًا إلى الأحداث الماضية أو تنفير المشاهدين الجدد الذين لم يشاهدوا مسلسل نتفليكس. 
داخل عالم مارفل السينمائي، تم تعيين الموسم بعد سلسلة ديزني+ إكو (2024). تبدأ الحلقة الأولى في أواخر عام 2025، قبل القفز إلى الأمام لمدة عام واحد إلى أواخر عام 2026. يستمر الموسم حتى أوائل عام 2027،  ويُظهِر احتفالات ليلة رأس السنة ويوم القديس باتريك . في بداية الموسم، لم يكن مردوك متهورًا لمدة عام بعد "تجاوز الخط"،  عندما قتل بنجامين "ديكس" بويندكستر / بولز آي نيلسون وحاول مردوك قتل ديكس في المقابل.  اعتقد سكاردابان أنه من الضروري عرض هذه اللحظة على الشاشة في الحلقة التجريبية الجديدة، واصفًا إياها بأنها "أكثر من مجرد حادثة تحريضية. إنها زلزال". وقال ويندرباوم إن الفريق الإبداعي "شعر بالقلق" بشأن قرار قتل نيلسون. لقد استوحوا أفكارهم من القصص المصورة ديرديفيل ، حيث يقوم بولز آي بقتل كارين بيج . يعتقد أمانات أن قتل نيلسون، الذي يعتبر بمثابة البوصلة الأخلاقية لمردوخ، كان "الشيء الوحيد الذي كان له معنى" عند سرد قصة عن مردوك الذي بدأ حياة جديدة دون أن يكون متهورًا. شعر كوكس أن موت نيلسون كان طريقة مناسبة لبدء المسلسل، معتقدًا أن القصة الجديدة يجب أن تكون "كبيرة وشجاعة وجريئة" و"تهز الأمور" من القصة الأصلية. واقترح أن يتمكن مردوك من سماع دقات قلب نيلسون طوال مشهد القتال مع ديكس، وهو ما اعتقده سكاردابان أنه فكرة رائعة وأضافها على الفور إلى نص الحلقة التجريبية. وقال ويندرباوم إن غياب نيلسون "يشكل خطرًا كبيرًا" على بقية الموسم و"يشكل جزءًا كبيرًا من تتويج الموسم".
يشهد الموسم انتخاب ويلسون فيسك / كينجبين عمدة لمدينة نيويورك ،  بعد معرفة الحاجة إلى مرشح قوي في مشهد ما بعد الاعتمادات في إيكو ؛ يتبع هذا قصة أواخر عام 2010 من القصص المصورة حيث يصبح فيسك عمدة مما يؤدي إلى حدث " عهد الشيطان " (2021-2022). قال ويندرباوم إن العلاقة بين مردوك وفيسك ستتطور من مسلسل نتفليكس إلى "لعبة سياسية" بدلاً من مجرد محاولة قتل بعضهما البعض. قال سكارداباني أن المسلسل كان "ثنائي الجانب"، حيث استكشف كلا الشخصيتين.:4 وقال إن فيسك يعزز قوته في الموسم، وأن مردوك مضطر إلى اتخاذ موقف رد الفعل بينما يكافح من أجل هويته وما إذا كان سيستمر في دور ديرديفيل.:24–25 يصل الثنائي إلى "هدنة فضفاضة" تؤدي إلى تفاعلهما بشكل أقل مما كان عليه الحال في "ديرديفيل"، لكن كوكس قال إنهم في "مسار تصادمي" لبقية الموسم، "يتجاوزون الحدود ويجبرون بعضهم البعض على تجاوز الخطوط التي لا يريدون تجاوزها".:26
على الرغم من أن فيسك هو "الشرير الرئيسي"، إلا أن الموسم يتميز بأعداء آخرين قال سكاردابان إنهم سوف "يتراكمون" مع استمرار القصة. ومن بينهم القاتل المتسلسل ميوز ،  الذي كان جزءًا من التطوير الأصلي للمسلسل. قال نجم فيسك فينسنت دونوفريو إن شخصيته يجب أن تعمل على دمج تصرفات ميوز في خطته الخاصة. يمثل مردوك هيكتور أيالا / النمر الأبيض في الموسم الذي تلا اتهام تلك الشخصية ظلماً بقتل ضابط شرطة.   منذ أن تم اختياره في البداية للدور، كان كوكس مهتمًا بتكييف قصة "محاكمة النمر الأبيض" من "ديرديفيل" المجلد 2 #39–40 (2002–03)،  قائلاً إن القصة كانت "مذهلة للغاية أن نشهد شخصية مثل مات مردوك، وهو محامٍ وبطل خارق أيضًا، يدافع عن بطل خارق آخر".

### التصوير
تم الإعلان في يونيو 2022 عن أن تشارلي كوكس وفينسنت دونوفريو سيشاركان في بطولة "ولد من جديد" ، حيث يعيدان تمثيل أدوارهما الخاصة بشخصية مات مردوك / دارديفيل وويلسون فيسك / كينج بين من دارديفيل . تم تأكيد اختيارهم بعد شهر في مؤتمر سان دييغو كوميك كون. تم إخطار كوكس من قبل استوديوهات مارفل في أوائل عام 2022 بأنهم يتطلعون إلى تقديم الشخصية في مشروع آخر بعد ظهوره في فيلم سبايدرمان: لا عودة إلى الديار (2021) ومسلسل ديزني+ شي-هالك: محامية (2022). لقد علم أن هذا كان ميلادًا جديدًا قبل وقت قصير من الإعلان عنه في كوميك كون. 
في ديسمبر 2022، تم اختيار مايكل غاندولفيني ،  ومارغريتا ليفيفا وساندرين هولت للقيام بأدوار رئيسية. يُقال إن غاندولفيني كان يجسد دور "رجل طموح من جزيرة ستاتن" يُدعى ليام، بينما كان ليفيفا وهولت يلعبان دور الاهتمامات العاطفية لكوكس ودونوفريو على التوالي؛ تم اختيار هولت لدور فانيسا فيسك، لتحل محل آيليت زورر من المسلسل الأصلي.  انضمت نيكي إم جيمس إلى فريق التمثيل بحلول يناير 2023. في شهر مارس، تم الكشف عن أن جون بيرنثال سيعيد تمثيل دور فرانك كاسل / المعاقب من مسلسل ديرديفيل والمعاقب في  ولد من جديد. لم يكن من المتوقع عودة أعضاء فريق التمثيل الإضافيين من ديرديفيل ، مثل ديبورا آن وول (كارين بيج) وإيلدن هينسون (فوغي نيلسون)، وفقًا لمجلة هوليوود ريبورتر، ولم يكن من الواضح ما إذا كانت شخصياتهم ستظهر في ولد من جديد. ومع ذلك، كان من المقرر أن يظهر هينسون في الحلقة الأولى كطريقة "لإنهاء الرابط بين [ ديرديفيل و ولد من جديد] وإعطاء المعجبين القدامى نهاية لهذا الأمر". قال بيرنثال إنه في النهاية "اضطر إلى الابتعاد" عن النسخة الأولية من السلسلة لأنه لم يوافق على الاتجاه الذي كانت تأخذه القلعة وكان يعتقد أنها لن تجذب المعجبين. وفي شهر مارس أيضًا، انضم مايكل غاستون وأرتي فروشان إلى فريق التمثيل،  حيث لعب فروشان دورًا رئيسيًا قيل إنه لزميل فيسك يدعى هاري. أشارت صور المجموعة في الشهر التالي إلى أن هاريس يولين كان جزءًا من فريق التمثيل. في شهر مايو، تم الكشف عن أن كلارك جونسون قد تم اختياره لدور متكرر، وقيل أنه سيُدعى شيري، بالإضافة إلى تعيينه كمخرج. في سبتمبر 2023، أدرج مكتب حقوق النشر بالولايات المتحدة للمسلسل عدة أدوار: ليفيفا في دور هيذر جلين، وغاندولفيني في دور دانيال بليك، وجيمس في دور كيرستن ماكدوفي، وجونسون في دور شيري ، وفروشان في دور باك كاشمان، وجينيا والتون في دور بي بي يوريتش، وزابرينا جيوفارا في دور شيلا ريفيرا. مع وفاة كامار دي لوس رييس في ديسمبر 2023، تم الكشف عن أنه كان له دور مهم.
بعد الإصلاح الإبداعي، كان من المقرر أن يعيد وول وهينسون تمثيل أدوارهما كـ بيج ونيلسون،  وكان من المقرر أن يعيد ويلسون بيثيل تمثيل دوره كـ بنيامين "ديكس" بويندكستر / بولز آي من مسلسل ديرديفيل ،  لمدة ثلاث حلقات كما ورد. دفع أمانات إلى عودة بيت إيل، حيث وجد الشخصية مثيرة للاهتمام والأكثر ملاءمة للخصم من سلسلة نتفليكس لإعادة زيارتها.  عاد بيرنثال أيضًا إلى المسلسل بعد أن أصبح سكارداباني والفريق الإبداعي الجديد منفتحين على التعاون وإشراكه في المناقشات حول أفضل طريقة لتصوير الشخصية. لم يكن من الواضح في البداية ما إذا كان سيتم الاحتفاظ بأي من أعضاء فريق عمل ولد من جديد الجدد،  على الرغم من أن ليفيفا،  وجاندولفيني،  وفروشان سرعان ما تم تأكيد انضمامهم إلى فريق العمل من خلال صور المجموعة.  كشفت صور المجموعة أيضًا عن اختيار جيريمي إيزايا إيرل لدور كول نورث . انضمت لو تايلور بوتشي إلى فريق التمثيل بدور آدم،  وكشفت صور المجموعة أن زورير ستعيد الآن تمثيل دورها كفانيسا في المسلسل؛  لقد شعرت بخيبة أمل من إعادة اختيار الممثلين في البداية وفوجئت بسرور عندما طُلب منها العودة بعد التعديل. في أغسطس 2024، تم التأكيد على ظهور دي لوس رييس في المسلسل، حيث يجسد شخصية هيكتور أيالا / النمر الأبيض. كاميلا رودريغيز تصور ابنة أخته أنجيلا ديل تورو .
أيضًا في أغسطس 2024، تم الكشف عن أن موهان كابور سيعيد تمثيل دور يوسف خان من مسلسل عالم مارفل السينمائي مس مارفل (2022) وفيلمه التالي ذا مارفيلز (2023).  قال ويندرباوم إن جلب شخصية من مس مارفل إلى عالم ولد من جديد الأكثر جدية كان مشابهًا لكيفية تقاطع الكتب المصورة ذات النغمات المختلفة في كثير من الأحيان.  أثار كوكس فكرة إدراج شخصيات إضافية من عالم مارفل السينمائي في ولد من جديد لظهور قصير وصفه بأنه "لحظات تصادم صغيرة ممتعة، ولكن لا شيء كبير".  أثار سكاردابان ظهور شخصية مفاجئة تتناسب بشكل طبيعي مع القصة نظرًا لكونها تدور أحداثها في مدينة نيويورك في عالم مارفل السينمائي. في فبراير 2025، تم الكشف عن أن توني دالتون سيعيد تمثيل دوره كجاك دوكين / سيوف من مسلسل ديزني+ هوك آي (2021)، وفقًا للتقارير في حلقتين من ولد من جديد.

### التصميم
كانت إيميلي غونشور مصممة الأزياء للمسلسل وكان مايكل شو مصمم الإنتاج.:2 قام رئيس قسم التطوير المرئي في استوديوهات مارفل، ريان مينردينج، بتصميم بدلة ديرديفيل مرة أخرى لمسلسل ولد من جديد، بعد أن فعل ذلك في مسلسل نتفليكس. البدلة في ولد من جديد لها لون أحمر أغمق ليعكس تطور مردوك، إلى جانب تفاصيل سوداء وملمس إضافي تم وصفه بأنه أقل "لمعانًا" من البدلة في مسلسل نتفليكس.  :8 تم رؤية ما لا يقل عن خمسة قلنسوات مختلفة من ديرديفيل في الموسم، بما في ذلك نسخة بيضاء بالكامل مستوحاة من تلك التي شوهدت لأول مرة في "ديرديفيل" المجلد 8 (2023)، القلنسوة الصفراء المستخدمة في شي هالك، وقلنسوة سوداء وقلنسوتان حمراوان. يتميز زي ديكس بحلقات سوداء حول الرقبة والكتفين تكريمًا لشعار "الهدف" الخاص بالشخصية في القصص المصورة. قدم فنان القصص المصورة ديفيد ماك الفن للوحات الجدارية في ميوز.

### التصوير
بدأ التصوير الرئيسي في 6 مارس 2023، في ولاية نيويورك ،  تحت عنوان العمل خارج كيتشن . تم التصوير في يونكرز خارج مكتب عمدة المدينة من 7 مارس إلى 10 مارس.  انتقل الإنتاج بعد ذلك إلى مدينة نيويورك، حيث تم التصوير في هارلم في يومي 13 و14 مارس،  وفي ويليامزبيرج، بروكلين وفي مبنى بلدية مانهاتن في 15 مارس؛  كما تم استخدام ويليامزبيرج كموقع تصوير ديرديفيل . تم التصوير في محكمة مقاطعة نيويورك في 17 مارس. ووصف كوكس مدينة نيويورك بأنها "الرقم واحد في قائمة المدن المرغوبة والنجمة الكبيرة هنا". وقال شو إنه كان من المهم التصوير في المدينة لأنه "في شوارع المدينة الحقيقية ومواقعها، يمكنك التقاط طاقة نيويورك وهذا يتسرب إلى نسيج المسلسل". أراد الإنتاج استكشاف أجزاء من المدينة لم يتم رؤيتها في الفيلم من قبل.:4–6 تم التصوير في 20 مكان التبادل في الحي المالي لحلقة سرقة البنك، وهو نفس الموقع المستخدم للبنك الموجود في فيلم إنسايد مان (2006).:3:24–3:35

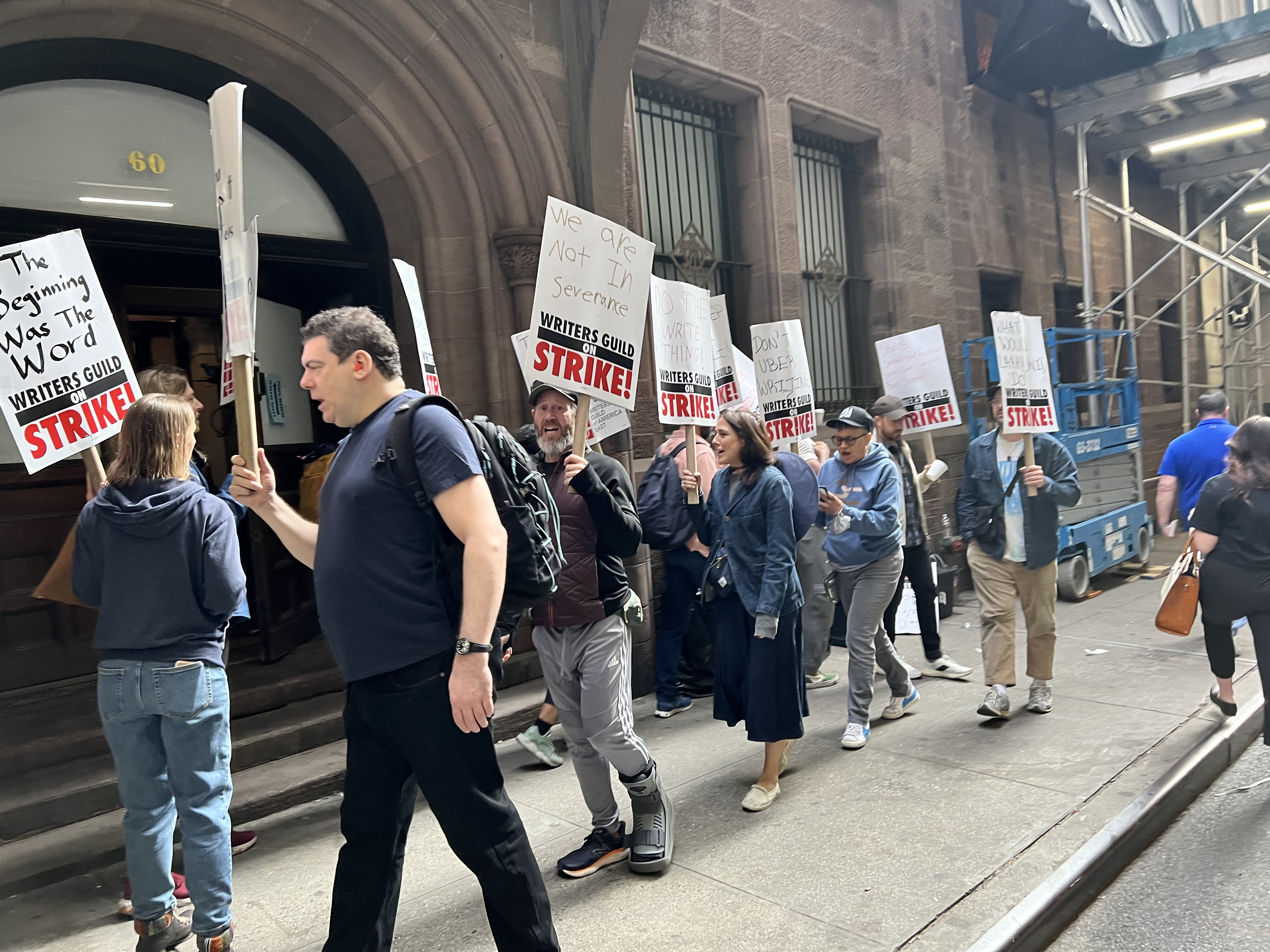
المتظاهرون المشاركون في إضراب نقابة الكتاب الأمريكية لعام 2023 في 10 مايو 2023، في موقع تصوير المسلسل. وقد أدى هذا الاعتصام وغيره من الاحتجاجات إلى تعليق الإنتاج في 14 يونيو حتى انتهاء الإضراب.

تم إجراء أعمال المسرح الصوتي في استوديوهات سيلفر كب شرق في كوينز .  قام قسم الفن في المسلسل ببناء نماذج تفصيلية للغرف الموجودة في قصر جرايسي ، المقر الرسمي لعمدة مدينة نيويورك؛ وقال شو إن هناك شيئًا "غير مريح إلى حد ما" بشأن رؤية فيسك في غرف تشبه "منزل جدة شخص ما". كانت المجموعة الأخرى عبارة عن وكر ميوز الذي قال عنه شو أنه كان "مرتفعًا بعض الشيء" ومظلمًا للغاية.:6–7 كان من المقرر أن يتم التصوير في سيلفركاب في 8 مايو، عندما منع المتظاهرون المشاركون في إضراب نقابة الكتاب الأمريكية لعام 2023 التصوير. وكان من المقرر استئناف الإنتاج في اليوم التالي. بسبب الإضراب، لم يتمكن كورمان وأورد من التواجد في المجموعة. بعد المزيد من الاعتصامات في 10 مايو في موقع تصوير المسلسل في بروكلين، تم إيقاف التصوير مرة أخرى، وتم إيقاف الإنتاج لبقية الأسبوع. حدثت عمليات إغلاق إضافية للتصوير بسبب الاعتصامات في أوائل يونيو في سيلفركاب،  قبل تعليق الإنتاج في 14 يونيو حتى بعد انتهاء الإضراب. وكان من المتوقع في الأصل أن يستمر التصوير لمدة ثمانية أشهر.
تم تصوير ست حلقات على نطاق واسع قبل الإغلاق،  حيث أخرج كويستا الحلقتين الأوليين، وأخرج ناخمانوف الحلقتين الثالثة والرابعة، وأخرج بويد الحلقتين الخامسة والسادسة.:17–18 كان هيلاري فايف سبرا وبيدرو جوميز ميلان من المصورين السينمائيين.:2 تم تصوير المسلسل بكاميرات أري أليكسا 35 مع عدسات سلسلة جي بانافيجن انامورفية. قال سبيرا إنهم أرادوا تصوير نيويورك على أنها "مليئة بالملمس وقذرة ولكنها جميلة أيضًا"، مستوحين الإلهام من أفلام السبعينيات مثل الرابط الفرنسي (1971)، و كلوت (1971)، و شوارع متوسطة (1973)، و سائق التاكسي (1976)، بالإضافة إلى المصورين سول ليتر وروبرت فرانك .  تم تصميم الحلقة الثالثة لتكون بمثابة حلقة " يوم في حياة " بدون أي قفزات زمنية بين المشاهد. تم تصميم الانتقالات لإظهار كل مشهد يحدث مباشرة بعد المشهد السابق. قارن ناخمانوف هذا بفيلم الرجل الطائر (2014)، على الرغم من أنه على عكس هذا الفيلم لم يكن المقصود من الحلقة أن تبدو وكأنها تم تصويرها في لقطة واحدة . :15:06–16:02 بعد الإصلاح الإبداعي، تم الاستغناء عن مخرجي بقية المسلسل؛ وكان من المقرر أن يقوم جونسون بإخراج حلقتين. كان من المقرر أن يقوم بينسون ومورهد بإخراج الحلقات الجديدة،  مع عودة ناخمانوف وبويد لمساعدتهما.:4:44–4:54, 14:50–15:03 عاد فيليب سيلفيرا من مسلسل نتفليكس كمنسق للأعمال المثيرة ومخرج الوحدة الثانية، مع قيام ديف ماكومبر أيضًا بملء تلك الأدوار في المسلسل.:2
تم استئناف التصوير في 22 يناير 2024،  مع عمل سبيرا كمصور سينمائي في الحلقة التجريبية الجديدة. تم اعتماد سبيرا في جميع الحلقات باستثناء الرابعة والخامسة، مع اعتماد ميلان كمصور سينمائي لتلك الحلقات. شعر ناخمانوف أن الصور التي قدمها بينسون ومورهد في الحلقة التجريبية تتطابق مع أسلوب إطارات القصص المصورة التي شوهدت في أعمال فرانك ميلر.:5:01–5:16 ابتكرت سيلفيرا مشهد قتال من لقطة واحدة للحلقة الأولى الجديدة،
 والتي كانت سمة من سمات ديرديفيل والتي وصفها كوكس بأنها "تحدي لأسباب جديدة ومختلفة"، ويرجع ذلك إلى حد كبير إلى عناصر المؤثرات البصرية المضافة. المشهد ليس لقطة واحدة "حقيقية"، حيث يستخدم قطعًا وحيل تحرير أخرى مشابهة لتلك الموجودة في تسلسل اللقطة الواحدة في الموسم الثاني من مسلسل ديرديفيل.  يعتقد ويندرباوم أن المسلسل يحتوي على "أكثر مشاهد الأكشن وحشية [أحشائية] من إنتاج استوديوهات مارفل"، قائلاً إنه "يحتوي على قدر كبير من القوة". تم تصوير بعض المشاهد مرتين مع بديل أقل عنفًا، لكن كوكس قال إنهم لم يستخدموا الإصدارات الأقل عنفًا أبدًا. أظهرت صور المجموعة في نهاية شهر يناير كوكس وهينسون وول أثناء تصوير المشاهد،  وكشفت عن تورط وايت تايجر وميوز، والأخيرة من خلال رسومات الجرافيتي في المجموعة. تم إرجاع الدعائم من سلسلة نتفليكس إلى المشهد الذي يتذكر فيه الشخصيات ماضيهم. 
عند تصوير مردوك أو الشخصيات المرتبطة به، اختار بينسون ومورهد استخدام كاميرا محمولة باليد، بينما تم تصوير فيسك والشخصيات القريبة منه بكاميرات مغلقة وحركة قليلة. وتوسعًا في هذا، قال سبرا إن العدسات الواسعة في اللقطات القريبة استُخدمت لكي "يشعر مردوك بالانسجام مع الشخصيات" بينما تم استخدام نفس التقنية لفيسك، التي تم تصويرها من أسفل خط العين، بهدف "جعله [ومؤسسته] يشعر بالكبر والقمع". استخدم سبيرا إضاءة أكثر طبيعية، مثل تلك القادمة من النوافذ، لمشاهد مردوك بينما كانت المشاهد التي تصور فيسك تحتوي على المزيد من الضوء الأبيض أو المصادر العلوية. ابتكر بينسون ومورهد خيارات إضاءة أسلوبية للشخصيات بناءً على اللون المرتبط بالقصص المصورة: الضوء الأزرق من الأعلى لبولز آي، والضوء الأبيض من الأسفل لفيسك والضوء الأحمر الوامض لديرديفيل.:3:58–5:30 لتصوير حواس مردوك المتزايدة، أراد بينسون ومورهد استخدام المؤثرات البصرية التناظرية في المقام الأول. ولتصوير حواس مردوك، استخدم المخرجون جهازًا مزودًا بثلاث كاميرات تلتقط 180 درجة، بالإضافة إلى عدسة تكبير ، وعدسات كروية - بدلاً من العدسات اللاهوائية القياسية - وتغيير في نسبة العرض إلى الارتفاع أثناء مرحلة ما بعد الإنتاج. وقال مورهد إنهم أرادوا أن يشعر الجمهور "أنهم مات مردوك حيث يمكنهم سماع كل صوت في العالم أجمع". يكشف استخدام التكبير وتغيير نسبة العرض إلى الارتفاع عن ما يركز عليه مردوك، كما يذكرنا أيضًا بإطارات الكتب المصورة.
في منتصف فبراير 2024، تم تصوير موت النمر الأبيض. أخرج ناخمانوف مشاهد جديدة مع زورير ودونوفريو للحلقتين الأصليتين بالإضافة إلى حلقتيه الأصليتين.:14:29–14:36 قام بتنظيم جلسات العلاج الخاصة بعائلة فيسك مثل مسرحية، على أمل البقاء خارج طريق العروض وإنشاء تركيبة "ثابتة وقوية للغاية وغير متوازنة" مع فيسك الأكبر على أحد جانبي الأريكة وفانيسا الأصغر على الجانب الآخر.:10:41–11:26 عاد بويد لإعادة تصوير حلقاته، وأعاد تصوير ما اعتقد أنه حوالي نصف الحلقات لضبطها للتجديد الإبداعي.:10:17–10:43 لتصوير ميوز، اقترح سبرا استخدام كاميرا محمولة تم إعدادها لإحداث "حيوية" في اللقطات، مع استخدام عدسات أوسع وتركيز أقل قرب الممثل "للتواجد معهم". قال بويد إن الكاميرا المحمولة خلقت شعورًا مزعجًا للمشاهد عندما رأى ميوز.:12:14–13:16 في أوائل أبريل، قام بيرنثال وكوكس بتصوير مشاهد في بروكلين، قبل حفل ختام التصوير في 5 أبريل. قام زورير ودونوفريو بتصوير مشاهد في مدينة نيويورك بعد فترة وجيزة. في منتصف شهر مايو، قال كوكس ودونوفريو إن التصوير اكتمل قبل ثلاثة أو أربعة أسابيع وتم تصوير تسع حلقات.

### مرحلة ما بعد الإنتاج
يشمل محررو الموسم سيدريك نيرن سميث،  وميليسا لوسون تشيونج،  وستيفاني فيلو. عمل نيرن سميث سابقًا في سلسلة استوديوهات مارفل فارس القمر و آيرون هارت (2025)،  بينما عمل تشيونج سابقًا في الغزو السري (2023) و ذا مارفيلز .  بعد الإصلاح الإبداعي، تمت إضافة "بعض التعديلات، وإطارات جديدة، وإطارات" لبعض الحلقات التي تم تصويرها سابقًا، وتم نقل بعض المشاهد إلى حلقات مختلفة، ولكن تم ترك بعض الحلقات الأصلية "سليمة بنسبة 100٪".:22:59–24:25 على سبيل المثال، تم تصوير مقدمة كاسل في الحلقة الرابعة الجديدة في الأصل بواسطة بويد لحلقة لاحقة قبل أن يقرر المنتجون نقلها إلى وقت سابق من الموسم. لم يكن بيرنثال متاحًا لإعادة تصوير المشهد، لذا قام ناخمانوف بتصوير بعض المواد الإضافية مع كوكس والتي تم استخدامها لإعادة صياغة المشهد لموقعه الجديد.:22:59–24:25 يعتقد ناخمانوف أن الحلقة الخامسة، حلقة سرقة البنك من الزجاجة، كانت الحلقة الوحيدة التي تم الحفاظ عليها سليمة تمامًا.:2:19–2:40 وأشاد بالمحررين لجعل الموسم يبدو "سلسًا" عند الجمع بين مواد مختلفة تم تصويرها قبل وبعد الإصلاح الإبداعي.:14:29–16:02 تبدأ الحلقة الثانية بإهداء إلى دي لوس رييس. الحلقة الرابعة المكتملة، والتي كان من المفترض في الأصل أن تكون الحلقة الثالثة، لم تعد تحتوي على نمط "يوم في الحياة" الذي تم تصوره في البداية ولكنها تحتفظ ببعض التحولات الفريدة بين المشاهد. :14:29–16:02
جونج ميونج لي هو مشرف المؤثرات البصرية للمسلسل، مع توفير المؤثرات البصرية من قبل رايز اف اكس والفولكس والفوسفين وقوة المؤثرات البصرية وتأثيرات بصرية شبحية سوهو فيكس و كانتينا الإبداعية والدماغ الأني والمؤثرات الصوتية الأساسية وإس دي إف إكس والطابق الثالث، المحدودة.

### الموسيقى
في يوليو 2024، تم الكشف عن أن الأخوين نيوتن سيقومان بتأليف الموسيقى للمسلسل. تم إصدار موضوعهم للمسلسل، والذي يتضمن موضوع ديرديفيل لجون بايسانو وبرادن كيمبال، كأغنية رقمية واحدة بواسطة تسجيلات هوليوود ومارفل ميوزيك في 4 مارس 2025.  سيتم إصدار موسيقى الموسم رقميًا بواسطة تسجيلات هوليوود ومارفل ميوزيك في مجلدين: تم إصدار موسيقى الحلقات الأربع الأولى في 28 مارس 2025،  مع إصدار المجلد الثاني في 18 أبريل.  يتضمن المشهد الأخير من الحلقة الأخيرة من الموسم أغنية " كل شيء في مكانه الصحيح " لفرقة راديوهيد .
| 1.  | "Marvel's Daredevil: Born Again Main Theme" | 1:50 |
| 2.  | "Brick & Blood"                             | 2:05 |
| 3.  | "Bullseye"                                  | 1:30 |
| 4.  | "No Holds Barred"                           | 1:47 |
| 5.  | "Remorse"                                   | 1:54 |
| 6.  | "Fisk"                                      | 1:28 |
| 7.  | "Where There's Smoke"                       | 1:07 |
| 8.  | "No Room for Redemption"                    | 3:20 |
| 9.  | "I Love NY"                                 | 4:38 |
| 10. | "The Hollow Crown"                          | 1:49 |
| 11. | "Shadows We Fear"                           | 0:36 |
| 12. | "City Cadence"                              | 2:08 |
| 13. | "How I Feel"                                | 1:13 |
| 14. | "Singing Frog"                              | 0:52 |
| 15. | "Bloody Knuckles"                           | 1:21 |
| 16. | "Passing Information"                       | 1:51 |
| 17. | "Closing Statement"                         | 2:45 |
| 18. | "Sentencing"                                | 1:33 |
| 19. | "Trying to Live"                            | 1:21 |
| 20. | "A Broken Castle"                           | 2:34 |

| 1.  | "Hands in the Air"                         | 1:30 |
| 2.  | "The Devil You Know"                       | 2:04 |
| 3.  | "Muse"                                     | 1:49 |
| 4.  | "Reflection"                               | 1:30 |
| 5.  | "Act Like Animals"                         | 4:30 |
| 6.  | "Pick Your Fight"                          | 2:26 |
| 7.  | "Team Suspicion"                           | 2:47 |
| 8.  | "Fear No Evil"                             | 3:05 |
| 9.  | "Chaotic Mess"                             | 2:50 |
| 10. | "No Pictures"                              | 1:18 |
| 11. | "When and Where"                           | 1:13 |
| 12. | "Survive"                                  | 2:11 |
| 13. | "Love & Power"                             | 3:57 |
| 14. | "Femoral Head Midnight"                    | 2:17 |
| 15. | "The Lord Near My Shadows"                 | 1:17 |
| 16. | "Mrs. K"                                   | 2:27 |
| 17. | "Suffering & Justice"                      | 4:04 |
| 18. | "Six Judgements, Six Miracles, Six Snares" | 1:46 |
| 19. | "Faith x Fury: The Daredevil Suite"        | 4:33 |

## التسويق
قام كوكس ودونوفريو بالترويج للمسلسل في العرض التقديمي المقدم لشركة ديزني في مايو 2024، حيث تم الإعلان عن شهر الإصدار وتم عرض المقطع الدعائي الأول.   قام الثنائي مرة أخرى بالترويج للمسلسل وعرض مقطع دعائي في مؤتمر ديزني دي23 في أغسطس، إلى جانب فيجي، وبيرنثال، وول، وهينسون.  شعر جميع الكتاب في ددلاين هوليوود و ذا راب أن مقطع الفيديو الدعائي لـ دي23 كان أكثر سينمائية من سلسلة نتفليكس وأكثر نضجًا من معظم مسلسلات ديزني +. كما قارنوا المواجهة بين مردوك وفيسك في المقطع الدعائي بفيلم الجريمة حرارة (1995).   بعد تسريبات عبر الإنترنت للقطات دي23، أصدرت مارفل نظرة رسمية على ديرديفيل في زيّه الأحمر ضمن مقطع الفيديو الخاص بهم للاحتفال بالذكرى السنوية الخامسة والثمانين للشركة.  في أكتوبر 2024، أعلنت مارفل كومكس عن خط نشر جديد بعنوان مجموعة مارفل بريميير ، والذي يتكون من إصدارات غلاف ورقي جديدة من إصدارات الكتب المصورة الشهيرة والتي تعتبر نقاط بداية جيدة للقراء الجدد. كان من المقرر إصدار إعادة طباعة للقصص المصورة "ولد من جديد" في فبراير 2025، مع مقدمة جديدة من ميلر وخاتمة من كوكس. 
تم إصدار مقطع دعائي تشويقي في 15 يناير 2025. كان من المقرر في الأصل إصداره قبل يومين، ولكن تم تأجيله بسبب حرائق الغابات في جنوب كاليفورنيا عام 2025.  ركز التعليق على المقطع الدعائي على عودة الشخصيات من مسلسل نتفليكس وعلى أفعاله الوحشية والعنيفة.  قال آندي بهباخت في سكرين رانت إن مشاهد الحركة المظلمة والعنيفة هدأت بعض المخاوف من أن المسلسل لن يحتفظ بتلك العناصر من سلسلة نتفليكس في انتقاله إلى ديزني +. كما سلط الضوء على الكشف عن أن موردوك لم يعد حارسًا في بداية المسلسل الجديد.

## الإصدار
تم عرض الموسم الأول من ديرديفيل: ولد من جديد لأول مرة على ديزني+ في 4 مارس 2025، مع أول حلقتين.   يتكون الموسم من تسع حلقات،  تنتهي في 15 أبريل. كان من المقرر في الأصل أن يبدأ عرض المسلسل في أوائل عام 2024،  ولكن تمت إزالته من جدول إصدار استوديوهات مارفل في سبتمبر 2023 بعد تعليق التصوير بسبب نزاعات العمل في هوليوود عام 2023.  في الشهر التالي، أشار طلب حقوق الطبع والنشر للحلقة الأولى إلى إصدار تقريبي في يناير 2025. تم الإعلان عن إطلاقه في مارس 2025 في مايو 2024. أقيم حفل العرض الأول للمسلسل على السجادة الحمراء في 24 فبراير 2025، في مسرح هادسون في مدينة نيويورك، حيث تم عرض الحلقتين الأوليين.   الموسم هو جزء من المرحلة الخامسة من عالم مارفل السينمائي،  ويتم إصداره تحت علامة " تلفزيون مارفل " التابعة لـ استوديوهات مارفل.

## الاستقبال

### عدد المشاهدين
حصل العرض الأول للحلقتين على 7.5 حصدت خدمة البث ديزني+ مليون مشاهدة في أول خمسة أيام من إطلاقها، وفقًا لشركة ديزني؛ حيث تحدد الشركة المشاهدة على أنها إجمالي وقت البث مقسومًا على وقت التشغيل. كان هذا هو أكبر ظهور لأول مرة على ديزني+ لعام 2025 في تلك المرحلة، وتمت مقارنته بالظهور الأول المكون من حلقتين لسلسلة عالم مارفل السينمائي ديزني+ أجاثا طوال الوقت (2024) والتي حققت 9.3 مليون مشاهدة. مليون مشاهدة خلال الأيام السبعة الأولى من البث.  أعلنت شركة لومينيت ، التي تجمع بيانات المشاهدة من بعض أجهزة التلفزيون الذكية في الولايات المتحدة، أن مسلسل ولد من جديد سجل 136 مليون دقيقة من وقت المشاهدة في يومه الأول.
قالت شركة ويب ميديا ، التي تتعقب بيانات المشاهدة لأكثر من 25 مليون مستخدم حول العالم لتطبيق تي في تايم الخاص بها، إنها حصلت على مكان بين أكثر ثلاث مسلسلات أصلية يتم بثها عبر الإنترنت في الولايات المتحدة للأسبوع المنتهي في 9-23 مارس. أفاد مجمع البث ريلغود، الذي يتتبع البيانات في الوقت الفعلي من 20 مليون مستخدم أمريكي للمحتوى الأصلي والمكتسب عبر خدمات سفود وأفود، أن ولد من جديد كان واحدًا من أكثر عشرة عروض تم بثها في الولايات المتحدة في الفترة من 5 إلى 19 مارس. صرح موقع جاست واتش ، وهو دليل لبث المحتوى مع إمكانية الوصول إلى بيانات من أكثر من 45 مليون مستخدم حول العالم، أن المسلسل كان من بين أكثر عشر مسلسلات يتم بثها في الولايات المتحدة في الفترة من 3 إلى 30 مارس. كان ولد من جديد أيضًا أحد العروض العشرة الأكثر بثًا في كندا في الفترة من 3 إلى 9 مارس، وفقًا لـ جاست واتش.
ذكرت شركة سكرين إينجن/ايه أس آي، التي تتعقب أفضل عشرة خيارات ترفيهية مذكورة من خلال استطلاع رأي شمل أكثر من 1000 مستهلك، أن ديرديفيل: ولد من جديد كان رابع أكثر عنوان مذكور في الفترة من 1 إلى 7 مارس بنسبة 1.9% من جميع الإشارات.  وبحسب شركة أبحاث السوق باروت تحليلات، التي تبحث في مشاركة المستهلكين في أبحاث المستهلكين والبث والتنزيلات وعلى وسائل التواصل الاجتماعي، فقد شهد الفيلم طلبًا مرتفعًا في كندا بعد عرضه لأول مرة على ديزني+ في أوائل مارس. كان الطلب على المسلسل أعلى بنحو 44.4 مرة من متوسط المسلسلات التلفزيونية في كندا خلال الأسبوع من 3 إلى 9 مارس. أدى هذا الأداء إلى وضعها في المرتبة الثانية على مخطط الأعمال الأصلية الرقمية، خلف المنيع من برايم فيديو. كان الطلب على ديرديفيل: ولد من جديد أعلى أيضًا من الطلب على سلسلة مارفل ديرديفيل الأصلية، والتي احتلت المرتبة الخامسة بمتوسط طلب بلغ 35.3. أعلنت شركة سكرين إينجن/ايه أس آي لاحقًا أن المسلسل كان سادس أكثر العناوين المذكورة في الفترة من 8 إلى 14 مارس بنسبة 1.7% من جميع الإشارات.

### الاستجابة الحرجة
ذكر موقع تجميع المراجعات روتن توميتوز أن الفيلم حصل على نسبة موافقة بلغت 87% مع متوسط تقييم 7.75/10، بناءً على 211 مراجعة. أجمع نقاد الموقع على أن " ولد من جديد، الذي يُعيد إحياء شخصية ديرديفيل التي جسدها تشارلي كوكس، مع الحفاظ على فضائله - وتحديدًا فينسنت دونوفريو كخصمه المرعب - هو ملحمة جريمة طموحة وخرقاء في بعض الأحيان، تُمثل تحولًا نضوجيًا ناضجًا في عالم مارفل السينمائي."  وقد منح موقع ميتاكريتيك ، الذي يستخدم متوسطًا مرجحًا، درجة 69 من 100 بناءً على 30 ناقدًا، مما يشير إلى مراجعات "إيجابية بشكل عام".  ووجد النقاد بشكل عام أن الموسم قد تجاوز التوقعات وأبرزوا القصص التي تعتمد على الشخصيات والأداء، وخاصة أداء كوكس ودونوفريو. كان البعض غير متأكدين ما إذا كان الفيلم أفضل أو أسوأ من سلسلة ديرديفيل الأصلية،  والتي تلقت مراجعات أكثر إيجابية وفقًا لموقع روتن توميتوز. 
وصف أراميد تينوبو في مجلة فارايتي الموسم بأنه "استمرار مفصل بشكل رائع" لمسلسل ديرديفيل و"معقد بشكل رائع" و"يضرب بمطرقة ثقيلة عالم نتفليكس السابق، مما يسمح للشخصية الرئيسية وأولئك الذين يدورون حوله بالتحول تحت وطأة وألم الزمن". استمتع تينوبو باستكشاف الموسم لمدى سرعة انتشار الفساد داخل المؤسسات السياسية وخلص إلى أن الموسم كان "مثالاً مذهلاً لما يعنيه إعادة زيارة بطل معروف مع تقديم أسباب جديدة له للقتال من أجل العدالة". يرى أمون وارمان، كاتب مجلة إمباير، أن مسلسل ولد من جديد"يحتفظ بمعظم ما كان رائعًا في تلك الفترة التي عرض فيها على نتفليكس [...] ويضيف ما يكفي من العناصر الجديدة لإبقاء الأمور مثيرة للاهتمام". وأشاد بكوكس ودونوفريو، واصفًا إياهما بأنهما "اثنان من أفضل قرارات اختيار الممثلين في تاريخ مارفل"، واستمتع بمشاهد قاعة المحكمة التي لعبها مردوك بالإضافة إلى قصة المشاكل الزوجية التي واجهتها فيسك، مشيرًا إلى أنها كانت غير متوقعة بالنسبة لسلسلة مثل ولد من جديد. وكان التركيز في الموسم على سكان نيويورك أيضًا من أبرز الأحداث، وكذلك مشاهد الحركة والتقنيات الصوتية والمرئية المستخدمة لتصوير حواس موردوك المرتفعة، والتي كانت "فعالة بشكل لا يصدق". أعطى وارمان الموسم 4 من أصل 5 نجوم.
قالت أنجي هان من هوليوود ريبورتر ' "إن الالتزام بالصيغة التي تجعل فيلم "مولود من جديد " مُرضيًا للغاية في أفضل حالاته هو ما يُبقيه في النهاية محاصرًا". أشادت بأداء كوكس ودونوفريو، واستمتعت ببعض الممثلين الجدد الذين تركوا انطباعات قوية منذ البداية، لكنهم في النهاية "انخفضت حيويتهم" مع تقدم الموسم، كما استمتعت بإدراج شخصيات عالم مارفل السينمائي، التي كان ظهورها بمثابة "تذكير بمدى اتساع هذا العالم السينمائي، وليس بمدى ترابطه القمعي". اعتقد هان أن مشاهد الحركة تفتقر إلى "الجديد"، لكنها قدمت شعورًا بالحنين إلى الماضي، وبعض القصص مثل مقاطع تقرير بي بي والفساد "[جاءت] أشبه بتصرفات واعية بذاتها تهدف إلى إعطاء ولد من جديد لمعانًا ناضجًا وجريئًا بدلاً من محاولات جادة للتعامل مع مواضيع أكبر"، مما أدى في النهاية إلى القليل من المفاجآت والفرص الضائعة في الموسم.  في مراجعة للموسم لموقع روجر إيبرت.كوم ، استمتعت كريستينا إسكوبار بالموسم باعتباره دراما قاعة محكمة، كما أن "طبقته المعقدة من الأخلاق" رفعت من مستوى الموسم. كما أعجبتها أيضًا استخدام الأشرار المختلفين إلى جانب فيسك، حيث أدى ذلك إلى إنشاء موسم "أقل قابلية للتنبؤ"، مما يجعل "من الصعب تخمين الاتجاه الذي تتجه إليه حبكة فردية". كان لدى إسكوبار مشاكل مع وتيرة الموسم، مشيرًا إلى أنه استغرق "الكثير من الوقت للوصول إلى فرضيته المركزية"، وكان محبطًا من الكتابة لجلين باعتبارها حبيبة موردوك، مما جعلها تبدو "مزعجة يسهل التلاعب بها بدلاً من ممثلة ذكية في حد ذاتها". واستنتجت أن "الجاذبية الحقيقية" للموسم كانت "دعوته إلى حمل السلاح ضد الطغيان" والتي تعمل "كإستجواب غير كامل للحظة الحالية".
في مراجعته التي منحها 2.5 من 5 نجوم لموقع توتال فيلم ، شعر برادلي راسل أن الموسم كان "مخيبا للآمال بشكل كبير" نظرًا لأنه يفتقر إلى "طاقم الدعم الدافئ والحركة المذهلة" التي تميز ' ديرديفيل. لقد استمتع بأداء كوكس، ودونوفريو، وبيرنثال، والإعداد للموسم الثاني. ومع ذلك، عند الحديث عن الإصلاح الإبداعي للموسم، اعتقد راسل أن الإضافات من سكارداباني لم تكن كافية لتحريك الموسم بعيدًا عن خطته الأصلية للبدء من جديد من سلسلة نتفليكس، واصفًا الموسم بأنه "مشروع فرانكشتاين بشكل ملحوظ [... مع] خليط محرج من الإصلاحات الجيدة أحيانًا المثبتة فوق سلسلة سيئة جدًا"، مشيرًا إلى عدم وجود نيلسون وبيج في الموسم كما كان مقصودًا في الأصل. كما شعر راسل بخيبة أمل من استخدام ميوز كشرير و"المقاطعة المستمرة" لأجزاء تقرير بي بي باستخدام العرض لإخبار المشاهدين بما يجب أن يشعروا به. في مراجعة أكثر انتقادًا، وصف آلان سيبينوال من مجلة رولينج ستون الموسم بأنه "وحش فرانكشتاين [...] مع أجزاء مختلفة مخيطة معًا بطريقة غير متناسقة". شعر وكأن الموسم "يتأرجح ذهابًا وإيابًا بين الرؤى الإبداعية المتنافسة، حيث كان على سكارداباني أن يعمل حول أفكار القصة والشخصيات الجديدة التي ورثها من أسلافه". لم يستمتع سيبينوال بقصص الدراما القانونية، حيث تم "التعامل بسرعة" مع أجزاء مختلفة من القضية، وكان يعتقد أن الشخصيات الجديدة ماكدوفي وجلين وتشيري كانت "نحيفة للغاية"، على الرغم من أن بليك كان "أحد الإضافات الأكثر فعالية في فريق التمثيل". وأشاد الجمهور بأداء كوكس، ودونوفريو، وبيرنثال، وكذلك ترشح فيسك لمنصب عمدة المدينة، ونقطة منتصف الموسم عندما ساعد موردوك في إيقاف عملية سطو على بنك. كانت تلك الحلقة "رشيقة وممتعة" و"ساعة مستقلة كانت العديد من عروض مارفل هذه - سواء في عصر نتفليكس أو ديزني+ - بحاجة ماسة إلى القيام بها، ولكنها نادرًا ما حاولت ذلك". 
لاحظ بوب شتراوس من ذا راب الطبيعة السياسية للموسم، مشيرًا إلى "التوازيات التي لا نهاية لها" مع أول 100 يوم من رئاسة دونالد ترامب الثانية ، والتي كانت "مزعجة مثل أي إعدام مباشر أو سحق جماجم في الوقت الفعلي"؛ أطلق على فيسك اسم "نظير كبير لدونالد ترامب "؛ يعتقد أن مقاطع تقرير بي بي كانت "تردد صدى ماغا المألوفة، بالإضافة إلى مواقف أكثر تفكيرًا ولكنها ليست دقيقة بالضرورة"؛ لاحظ أوجه التشابه بين فانيسا فيسك التي نادرًا ما تظهر مع ويلسون في الأماكن العامة وميلانيا ترامب ؛ وشعر أن بليك لديه "السذاجة والحماس والانتهازية التي قد نربطها بالجمهوريين الشباب".  كان سيبينوال أيضًا على دراية بـ "الأصداء" للمناخ السياسي الذي صدر فيه الموسم.

## روابط خارجية
- قائمة حلقات ديرديفل: يولد من جديد الموسم الأول  على قاعدة بيانات الأفلام على الإنترنت